# Emil R. Cernătescu
Emil R. Cernătescu (n. 1853 – d. 24 iulie 1936, Mănăstirea Neamț, Neamț, România) a fost un om politic român, care a îndeplinit funcția de primar al municipiului Iași în perioada 1918 - 1919.